# Danville (Kalifornien)
|  | Dieser Artikel wurde aufgrund von inhaltlichen Mängeln auf der Qualitätssicherungsseite des Projektes USA eingetragen. Hilf mit, die Qualität dieses Artikels auf ein akzeptables Niveau zu bringen, und beteilige dich an der Diskussion! Eine nähere Beschreibung der zu behebenden Mängel fehlt. |

Danville ist eine Stadt im Contra Costa County im US-Bundesstaat Kalifornien, Vereinigte Staaten, mit 43.582 Einwohnern (Stand: 1. April 2020). Die geographischen Koordinaten sind: 37,81° Nord, 121,97° West. Das Stadtgebiet hat eine Größe von 46,9 km².

## Söhne und Töchter der Stadt
- Russell Simpson (1877/1880–1959), Schauspieler
- Nancy Tellem (* 1953), Rechtsanwältin und Präsidentin der Hörfunk- und Fernsehsenderkette CBS
- D’Arcy Carden (* 1980), Schauspielerin und Komikerin
- Chris Wondolowski (* 1983), Fußballspieler
- Cory Higgins (* 1989), Basketballspieler